# Le Diable au couvent
Le Diable au couvent er en fransk stumfilm fra 1899 af Georges Méliès.